# Mohamed Bin Abdullah Al-Jadaan
Mohammed Al-Jadaan est le ministre des Finances de l'Arabie saoudite depuis le 1er novembre 2016.

## Biographie
Mohammed Al-Jadaan a étudié la finance et a obtenu un master de finance islamique en 1986. En 1998, il obtient également un diplôme dans l’étude des systèmes.
Al-Jadaan a été l'un des partenaires fondateurs du cabinet d'avocats Al-Jadaan and Partners. Il a été inscrit aux Chambers and Partners 2004-2014 comme avocat de premier plan dans les domaines des affaires et des affaires bancaires et financières en Arabie saoudite.
Le 29 janvier 2015, à la suite des ordres royaux émis par le roi Salman ben Abdulaziz Al-Saoud, Mohammed Al-Jadaan est nommé président de l'Autorité des marchés du Royaume d'Arabie saoudite (Capital Markets Authority).
En parallèle, Il était également conseiller spécial du conseil d'administration de Morgan Stanley en Arabie saoudite,.
À la suite du départ du ministre des Finances Ibrahim Al Assaf le 31 octobre 2016, Mohammed Al-Jadaan est nommé a ce poste le 1er novembre 2016.
En juillet 2017, Mohammed Al-Jadaan représente le royaume saoudien au G20 à Hambourg. Le roi Salmane ben Abdelaziz Al Saoud d'Arabie saoudite ayant annulé sa participation à ce sommet qui réunit les dirigeants des 20 principales économies mondiales alors que le royaume est au cœur de la crise avec son voisin l'émirat du Qatar.